# Peter Lynch (réalisateur)
Pour les articles homonymes, voir Peter Lynch (homonymie).
Peter Lynch (né le 12 juin 1957) est un réalisateur de cinéma, scénariste et documentariste canadien

## Biographie
Peter Lynch est notamment connu comme le réalisateur et le scénariste des films documentaires Project Grizzly (en), The Herd (en) et Cyberman (en). 
Son court métrage Arrowhead (en), sorti en 1994, avec Don McKellar, a remporté le prix Génie du meilleur court métrage de cinéma lors de la 15e cérémonie des Génie. 
Son premier long métrage, Project Grizzly (en), a été présenté en première au Festival international du film de Toronto en 1996, et a été nommé au prix Génie du meilleur long métrage documentaire lors de la 17e cérémonie des prix Génie.

## Filmographie partielle
- 1994 : Arrowhead (en)
- 1994 : The Artist and the Collector
- 1996 : Project Grizzly (en)
- 1998 : The Herd (en)
- 2001 : Cyberman (en)
- 2018 : Birdland